# کوئیچی واکاتا
کوئیچی واکاتا (به انگلیسی: Koichi Wakata) فضانورد اهل کشور ژاپن است که در ۱ اوت ۱۹۶۳ میلادی در اومیا، سایتاما زاده شد. وی در مأموریت اس‌تی‌اس-۷۲، اس‌تی‌اس-۹۲، اس‌تی‌اس-۱۱۹، اکسپدییشن ۱۸، اکسپدییشن ۱۹، اکسپدییشن ۲۰، اس‌تی‌اس-۱۲۷ حضور داشته است.